# Neothela cissochroa
Neothela cissochroa är en fjärilsart som beskrevs av Turner 1910. Neothela cissochroa ingår i släktet Neothela och familjen mätare. Inga underarter finns listade i Catalogue of Life.